# Wulunggunung
Wulunggunung is een bestuurslaag in het regentschap Magelang van de provincie Midden-Java, Indonesië. Wulunggunung telt 2069 inwoners (volkstelling 2010).